# Золотий палац (серіал)
«Золотий палац» — американський ситком-телевізійний серіал, що виходив як спінальне продовження Золотих дівчат без Беатрис Артур. Спочатку виходив в ефір на CBS з вересня 1992 по травень 1993 року. Не настільки популярний як попередник, серіал вийшов в ефір протягом одного 24-епізодного сезону і був знятий з виробництва CBS.

## Зміст
Золотий палац починається з того місця, де закінчилися Золоті дівчата, в будинку, який зараз продається в Маямі. Оскільки Дороті Зборнак вийшла заміж і залишилась у фіналі попередньої серії, три сусідки по кімнаті (Софія Петрілло, Роуз Найлунд та Бланш Деверо) вирішили скластися і купити готель у Маямі. Однак, намагаючись зробити його вигіднішим, попередній власник готелю звільнив весь персонал, залишивши лише двох працівників: Роланда Вілсона, менеджера готелю, та Чуї Кастіллоса, шеф-кухаря готелю. Це вимагає від жінок виконання всіх обов'язків персоналу готелю.
Серіал був зосереджений на висвітленні взаємодії між гостями в готелі та персоналом готелю, а також між жінками та попереднім персоналом готелю. В серіалі часто з'являлися нові персонажі, які раніше з'являлися на The Golden Girls, такі як Дебра Енгл і Гарольд Гулд, як Ребекка Деверо, Майлз Веббер та інші знаменитості. Беа-Артур також відвідує готель, щоб провідати свою матір.
Після скасування серіалу Софія повертається до відбудованого «Шаді Сосни» (який згорів у попередній серії), з’явившись потім в пізні сезони «Порожнє гніздо». Що далі сталося з Роуз, Бланш та готелем залишається невирішеним.

## Історія трансляції та прийом
Золотий палац вийшов у ефір на CBS, перейшовши від мережі NBC, де виходив в ефір попередник — The Golden Girls. Шеф розваг NBC Уоррен Літтлфілд спочатку взяв участь у просуванні Золотого палацу, заплановано було 13-епізодів на сезон 1992–93. Однак CBS незабаром запропонував замовлення на повний сезон (24 епізоди). Вітт, Томас і Харріс намагалися домогтися Літтфілду, щоб поліпшити свою угоду з NBC, але він відмовився продовжувати виробництво, посилаючись на те, що зниження рейтингу "Золотих дівчат" у сьомому сезоні викликало багато запитань до необхідності продовжувати серіал. Таким чином, продюсери відмовилися співпрацювати з CBS, який, в свою чергу, мав намір продавати Золотий палац як власний серіал, відокремлений від Золотих дівчат.
CBS використовував Золотий палац як одну з чотирьох комедій, зібраних у ніч на п’ятницю, намагаючись боротися з комедійним блоком TBIF ABC; Золотий палац виходив разом з майором татом, дизайнером і Бобом, всі вони були або успішними комедіями, або у випадку з Бобом, мали успішну зірку ситкома (Боб Ньюхарт). Прем'єра набрала солідних рейтингів, і шоу виграло свій часовий графік протягом перших кількох тижнів, але кількість переглядів стабільно падала протягом усього виробництва сезону. CBS запланував показ на другий сезон, але скасував своє рішення перш ніж вони оголосили свій графік зйомок серіалу на 1993 рік. Єдиним із чотирьох вищезгаданих шоу, які взяли участь у сезоні 1993–94 років, був серіал Боб, до складу якого було запрошено Бетті Уайт, щоб ввести  її до оновленої ролі. Було випущено двадцять чотири епізоди «Золотого палацу». 

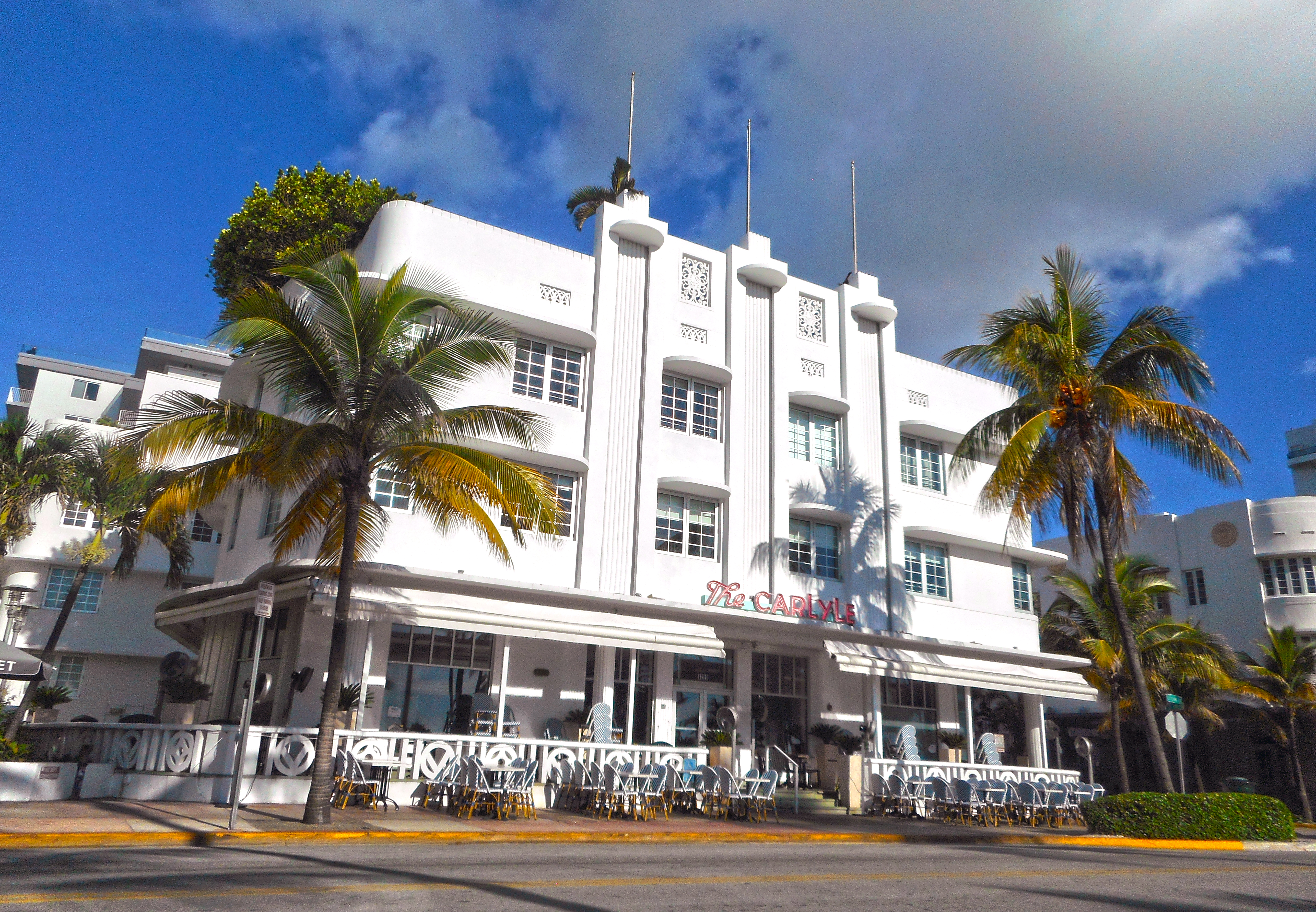
Готель Carlyle 2017 року

Британський комік Олексій Сейл був найнятий для серіалу в ролі шеф-кухаря готелю, який спочатку за сюжетом мав вигляд східноєвропейського. Сейла замінив Чіч Марін ще до закінчення пілотної серії. Ідея створити латиноамериканського шеф-кухаря як комічну підкладку решті акторів спочатку була запропонована в «Золотих дівчатах»; оригінальний шеф-кухар Коко (за участю Чарльза Левіна) з'явився в першому епізоді "Золотих дівчат", але був виписаний зі сценарію через занепокоєння щодо того, як його втілити в пізніші сценарії з акторською групою чотирьох жінок з сильними особистостями. Коли Артур пішов і основна група зменшилася до трьох чоловік, концепція була відроджена. Готель "Карлайл" в Маямі Біч був використаний для знімків із зображенням готелю "Золотий палац" , а решта серіалів знімалася на студіях Ren-Mar в Голлівуді, Каліфорнія.
Синдикацією серіалу займається телебачення Disney – ABC. Незважаючи на те, що серіал ніколи не був об'єднаний з Золотими дівчатами, Lifetime, в той час, коли він володів правами на "Золоті дівчата", кілька разів запускав "Золотий палац" як фактично восьмий сезон "Золотих дівчат.

## Рейтинги
Серіал посів № 57 за єдиний сезон.

## В ролях
- Бетті Вайт як Роуз Найлунд — це найпростіші торги в готелі. В цьому серіалі Роуз більш вольова, ніж її попереднє втілення (як Дороті Зборнак зазначила у своїй гостьовій появі: "Коли вона стала сильною?").
- Ру Маккланахан в ролі Бланш Деверо була головним адміністратором готелю. Її риси характеру, особливо її розбещеність та суєта, значно зменшуються в цій серії, хоча вона зберігає свою південну чарівність.
- Естель Гетті як Софія Петрілло — це 87-річна шеф-кухар готелю. У цій серії її персонаж починає проявляти ознаки старечої деменції і дещо добріший і ніжніший, ніж в оригінальній серії[13].
- Дон Чедл у ролі Роланда Вілсона — менеджер готелю та прямий чоловік. Він один із двох співробітників, які залишилися від попередньої обслуги готелю.
- Чік Марін, в ролі Чуй Кастіллос, є іншим спів-шеф-кухарем та іншим співробітником, який залишився від попередньої обслуги готелю. Він майже зникає з сюжету після перепалки з Софією про користь італійської та мексиканської кухні, але потім повертається і залишається в серіалі до самого завершення[14].
- Біллі Л. Салліван в ролі Олівера Вебба є прийомною дитиною Роланда в епізодах від першого до шостого, одинадцятого і чотирнадцятого.

## Епізоди
| Список епізодів серіалу Золотий палац | Список епізодів серіалу Золотий палац                     | Список епізодів серіалу Золотий палац | Список епізодів серіалу Золотий палац | Список епізодів серіалу Золотий палац |
| ------------------------------------- | --------------------------------------------------------- | ------------------------------------- | ------------------------------------- | ------------------------------------- |
| №                                     | Назва серії                                               | Режисер                               | Написано                              | Оригінальна дата виходу               |
| 1                                     | "Золотий палац"                                           | Террі Х'юз                            | Сьюзен Харріс                         | 18 вересня 1992 року                  |
| 2                                     | "Рекламні міркування"                                     | Лекс Пасаріс                          | Джим Валлелі                          | 25 вересня 1992 року                  |
| 3                                     | "Милі, ми ледве знали тебе"                               |                                       |                                       |                                       |
| 4                                     | "Одна старенька йди"                                      |                                       |                                       |                                       |
| 5                                     | Ebbtide для оборони"                                      |                                       |                                       |                                       |
| 6                                     | "Не можу втратити тебе"                                   |                                       |                                       |                                       |
| 7                                     | "Схоже на старі часи (частина 1)"                         |                                       |                                       |                                       |
| 8                                     | "Здається, як давні часи (частина 2)"                     |                                       |                                       |                                       |
| 9                                     | "Просто Жиголо"                                           |                                       |                                       |                                       |
| 10                                    | "Шлюб на скелях, з поворотом"                             |                                       |                                       |                                       |
| 11                                    | "Перегони в Кемптауні не є такими ж веселими, як раніше"  |                                       |                                       |                                       |
| 12                                    | "Починає виглядати набагато менше, ніж Різдво"            |                                       |                                       |                                       |
| 13                                    | "Троянда і папороть"                                      |                                       |                                       |                                       |
| 14                                    | "Втікачі"                                                 |                                       |                                       |                                       |
| 15                                    | "Готель Heartbreak"                                       |                                       |                                       |                                       |
| 16                                    | "Сеньор Смірний абсолютно нічого не дізнається про життя" |                                       |                                       |                                       |
| 17                                    | "Попрощайся, Роза"                                        |                                       |                                       |                                       |
| 18                                    | "Ви втратили те почуття життя"                            |                                       |                                       |                                       |
| 19                                    | "Курка і яйце"                                            |                                       |                                       |                                       |
| 20                                    | "Новий повідок у житті"                                   |                                       |                                       |                                       |
| 21                                    | "Про... і консьєржа"                                      |                                       |                                       |                                       |
| 22                                    | "Тад"                                                     |                                       |                                       |                                       |
| 23                                    | "Один сердитий Стен"                                      |                                       |                                       |                                       |
| 24                                    | "Секс, брехня і тортилья"                                 |                                       |                                       |                                       |